# Dog Days
Dog Days je americký romantický komediální film z roku 2018. Režie se ujal Ken Marina a scénáře Elisou Matsuedou a Ericou Oyamou.  Hlavní role hrají Eva Longoria, Nina Dobrev, Vanessa Hudgens, Lauren Lapkus, Thomas Lennon, Adam Pally, Ryan Hansen, Rob Corddry, Tone Bell, Jon Bass, Finn Wolfhard a Ron Cephas Jones. Film sleduje životy různých psů a jejich majitelů v okolí Los Angeles . 
Film měl premiéru dne 8. srpna 2018 ve Spojených státech. V České republice nebyl do kin uveden. Od kritiků získal smíšené recenze. 

## Obsazení
- Eva Longoria jako Grace
- Nina Dobrev jako Elizabeth
- Elizabeth Caro jako Amelie
- Vanessa Hudgens jako Tara
- Lauren Lapkus jako Daisy
- Thomas Lennon jako Greg
- Adam Pally jako Dax
- Ryan Hansen jako Peter
- Tone Bell jako Jimmy
- Jon Bass jako Garrett
- Finn Wolfhard jako Tyler
- Ron Cephas Jones jako Walter
- Jasmine Cephas Jones jako Lola
- Jessica Loweová jako Amy
- Jessica St. Clair jako Ruth
- Michael Cassidy jako Dr. Mike
- David Wain jako Wacky Wayne
- Rob Corddry jako Kurt
- Tig Notaro jako Danielle
- John Gemberling jako Ernie
- Toky Olagundoye jako Nina
- Tony Cavalero jako Stanley
- Brooke Bell jako Liza

## Produkce
V srpnu roku 2017 bylo oznámeno, že Ken Marino bude film režírovat podle scénáře Elisy Matsued a Ericy Oyamy s Mickeym Liddellem. V září 2017 bylo potvrzeno, že Finn Wolfhard, Vanessa Hudgens, Tone Bell, Adam Pally, Eva Longoria a Jon Bass se připojil k obsazení filmu. V říjnu roku 2017 se připojili Tig Notaro, Rob Corddry, Michael Cassidy, Jasmine Cephas Jones, Ron Cetafy Jones, John Gemberling, Ryan Hansen, Thomas Lennon, Lauren Lapkus, Jessica Lowe, Toks Olagundoye, Jessica St. Clair a David Wain.

### Natáčení
Natáčení bylo zahájeno v říjnu 2017 v Los Angeles v Kalifornii.

## Vydání
Film měl premiéru dne 8. srpna 2018 ve Spojených státech. V České republice nebyl do kin uveden. 

## Přijetí

### Tržby
Film vydělal 6,8 milionů dolarů v Severní Americe. První víkend byl dvanáctý nejnavštěvovanější film, kdy vydělal 2,5 milionů dolarů. Předpovídal se však výdělek 5–9 milionů dolarů. Za první promítací den vydělal 635 164 dolarů.  Ve druhém týdnů promítání byl odebrán z nabídky více než 55 kin a vydělal pouhých 868 664 dolarů.    

### Recenze
Film získal pozitivní recenze od kritiků. Na recenzní stránce Rotten Tomatoes získal z 62  započtených recenzí 60 procent s průměrným ratingem 5 bodů z deseti. Na serveru Metacritic snímek získal z 19 recenzí 47 bodů ze sta. Na Česko-Slovenské filmové databázi si snímek drží k 18. únoru 2018 57 procent. 